# Abitibi
Abitibi – regionalna gmina hrabstwa (MRC) w regionie administracyjnym Abitibi-Témiscamingue prowincji Quebec, w Kanadzie. Stolicą jest miasto Amos. Składa się z 19 gmin: 1 miasta, 12 gmin, 1 parafii, 3 kantonów i 2 terytoriów niezorganizowanych.
Abitibi ma 24 354 mieszkańców. Język francuski jest językiem ojczystym dla 97,5%, angielski dla 0,9% mieszkańców (2011).